# Truck
För truckar på spårvagnar, se Truck (spårvagn). Se även lastbil.

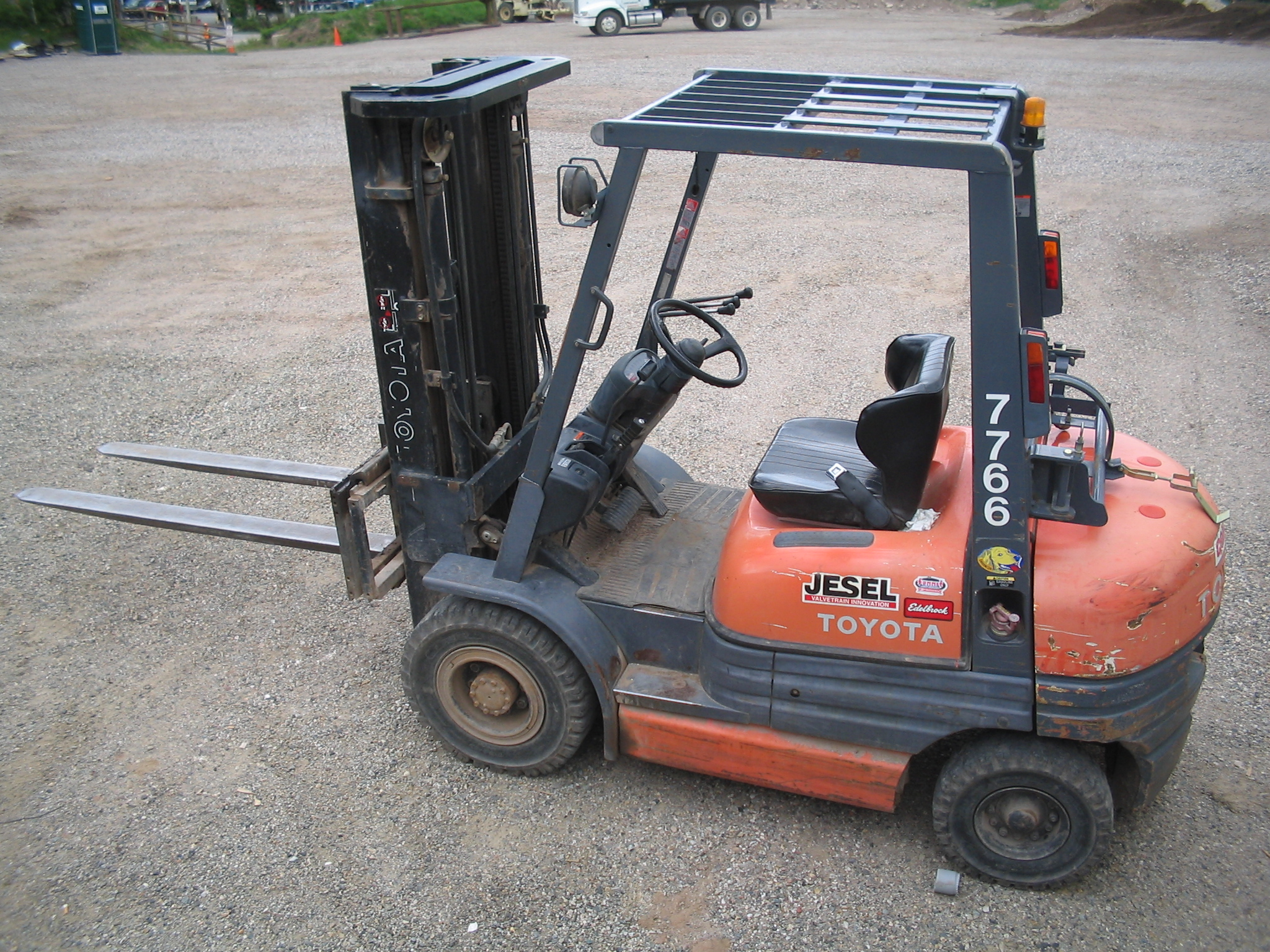
Toyota motviktstruck

En truck eller gaffeltruck är ett motordrivet fordon som används vid lastning och lossning, till exempel vid lagerbyggnader. Fordonet är normalt utrustat med en gaffelliknande lyftanordning för att kunna lyfta lastpallar. Flera olika redskap finns att montera på lyftvagnen. Bland de vanligaste är rullgrip, fatlyft, bal- eller timmergrip samt storsäckspjut.

## Historia
År 1920 konstruerade det amerikanska företaget Clark en "truclift" som kan lyfta upp till ett halvt ton med hydraulisk lyftanordning. År 1928 tillverkade Clark föregångaren till gaffeltrucken. 1941 ställde USA:s deltagande i andra världskriget stora krav på logistik vilket resulterade i att Clark ställde om till krigsproduktion och deras gaffeltruckar användes i armén för frakt av lådor med ammunition och förnödenheter. I Sverige, år 1946, ville Kooperativa förbundet skapa effektivitet vilket gjorde att de startade ett företag för tillverkning av handtruckar som 2010 var världsledande på truckar.

## Olika typer av truckar

### Motviktstruck
Motviktstrucken är den vanligaste typen av truck. Motviktstrucken består av ett stålchassi där en stum framaxel (oftast som drivaxel) samt en pendlande bakaxel (oftast som styraxel) är monterad. Motviktens storlek beror på lyftkapaciteten och var lastens tyngdpunkt skall placeras. Den integrerade motvikten är placerad bakåt för att balansera lastens tyngdpunkt på gafflarna. Hytten placeras vanligtvis i mitten, bakom lyftstativet precis ovan chassit, men kan vid vissa siktbehov placeras högre upp eller flyttas i sidled. I lyftstativet löper en gaffelvagn i vilken gafflarna monteras. Vissa motviktstruckar har möjlighet att byta gafflarna mot en annan typ av lyftutrustning, exempelvis för pappersrullar eller plåtklavar. Motviktstrucken används mest vid mindre precisionskrävande typer av lagerarbete, och kan inte användas på samma sätt som exempelvis fyrvägstruckar och stödbenstruckar. Motviktstruckar kan göras i storlekar från 1 ton upp till 72 ton. De klarar, beroende på däcktyp, de flesta typer av underlag. Dieseldrivna motviktstruckar och tyngre eldrivna motviktstruckar har nästan uteslutande 4 hjul, vilket bidrar till ökad stabilitet och bärförmåga. Mindre motviktstruckar, med lyftkapacitet upp till 2,5 ton ofta har 3 hjul, vilket gör dem mer manövrerbara i trånga utrymmen.

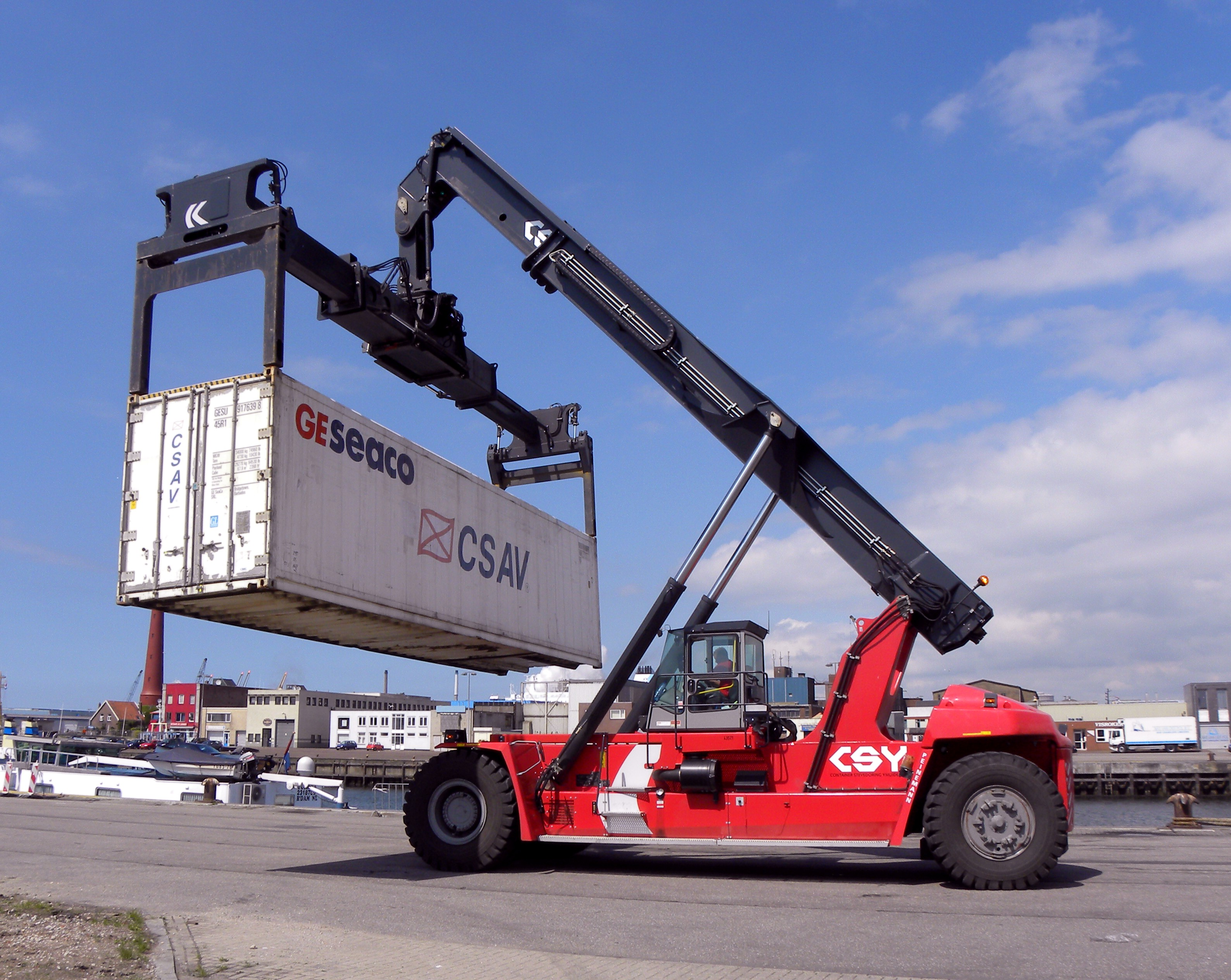
En reachstacker vid lyft av en container

- Reachstacker är en typ av motviktstruck vars syfte är att stapla containrar. Reachstackern är uppbyggd på ungefär samma sätt som motviktstrucken med den skillnaden att lyftstativet är ersatt av en höj- och sänkbar samt in- och utskjutningsbar bom. Bommen är monterad strax bakom, ovan hytten på en uppbyggnad av chassit. Längst ut på bommen hänger ett lyftok som griper containern uppifrån. Med hjälp av fyra låsmekanismer (kallade twistlock) på lyftoket kopplas containern fast.

Det finns olika varianter av reachstackers. Den normala maximala lyftkapaciteten är runt 40–45 ton. Staplingskapaciteten är normalt fem containrar högt, det finns även varianter för högre staplingskapacitet. I specialfall kan hanteringen av containrar ske negativt, det vill säga under marknivå, exempelvis på en pråm.
Som extrautrustning på en reachstacker kan man till exempel se stödben framför drivaxeln, som möjliggör förbättrad lyftkurva samt hydraulisk hyttförflyttning för bättre sikt). Det finns också reachstackers som är byggda för en annan typ av lyfthantering. Då är det vanliga lyftoket ersatt med ett för ändamålet specialbyggd aggregat, exempelvis för pipelineshantering.

## Smalgångstruck
Smalgångstrucken är en höglyftande truck som sidstaplar gods i pallställ. Gafflarna är monterade sidställt färdriktningen. Trucken arbetar ofta i smala lagergångar och gör att lagerutrymmet kan utnyttjas på ett effektivt sätt. Ofta följer förarplatsen med gafflarna upp.
- En grensletruck bär lasten under den upphöjda fordonskroppen, mellan hjulen. Den kan hantera tyngre laster än motviktstruckar, eftersom tyngdpunkten ligger innanför stödytan.

### Skjutstativtruck
Skjutstativtrucken är en truck utrustad med ett i flera delar teleskoperande stativ som kan skjutas in och ut för att möjliggöra smalare gångbredd. Med stativet i utskjutet läge är lasten utanför truckens stödyta (som med en motviktstruck) och med stativet inskjutet är lasten innanför truckens stödyta (som med en stödbenstruck). Trucktypen är vanlig i många lager på grund av sin mångsidighet.
- Fyrvägstrucken är en typ av skjutstativtruck som kan sidoställa alla sina hjul för att kunna köra i alla riktningar och gå så kallad krabbgång. Trucken är också utrustad med gaffelspridningsaggregat för att kunna hantera både lastpallar och långgods.

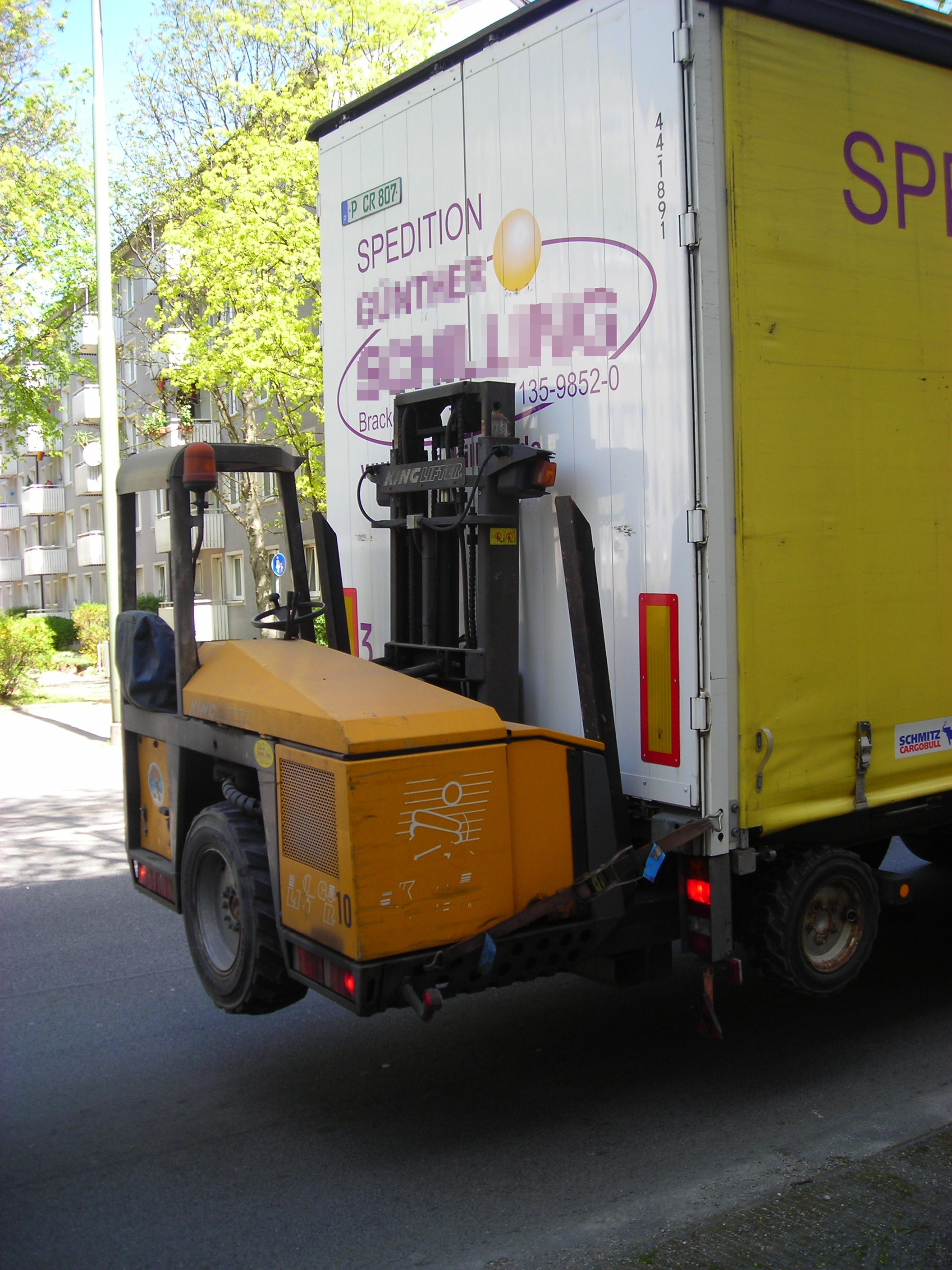
Påhängstruck

### Stödbenstruck
En stödbenstruck bär lasten innanför stödytan vilket leder till minskat utrymmesbehov i gångar. Ledstaplare, lyftvagn, ledtruck (anka), motorlyftvagn är exempel på stödbenstruckar.
- Påhängstruck är en typ av stödbenstruck som kan hakas bakom gaveln på en tung lastbil. Detta innebär att chauffören alltid har lastnings- och lossningsutrustningen med sig.  Oftast drivs den av en dieselmotor. Finns i terränggående utförande, och även som sidlastare, d.v.s kan köra i sidled med långa laster.

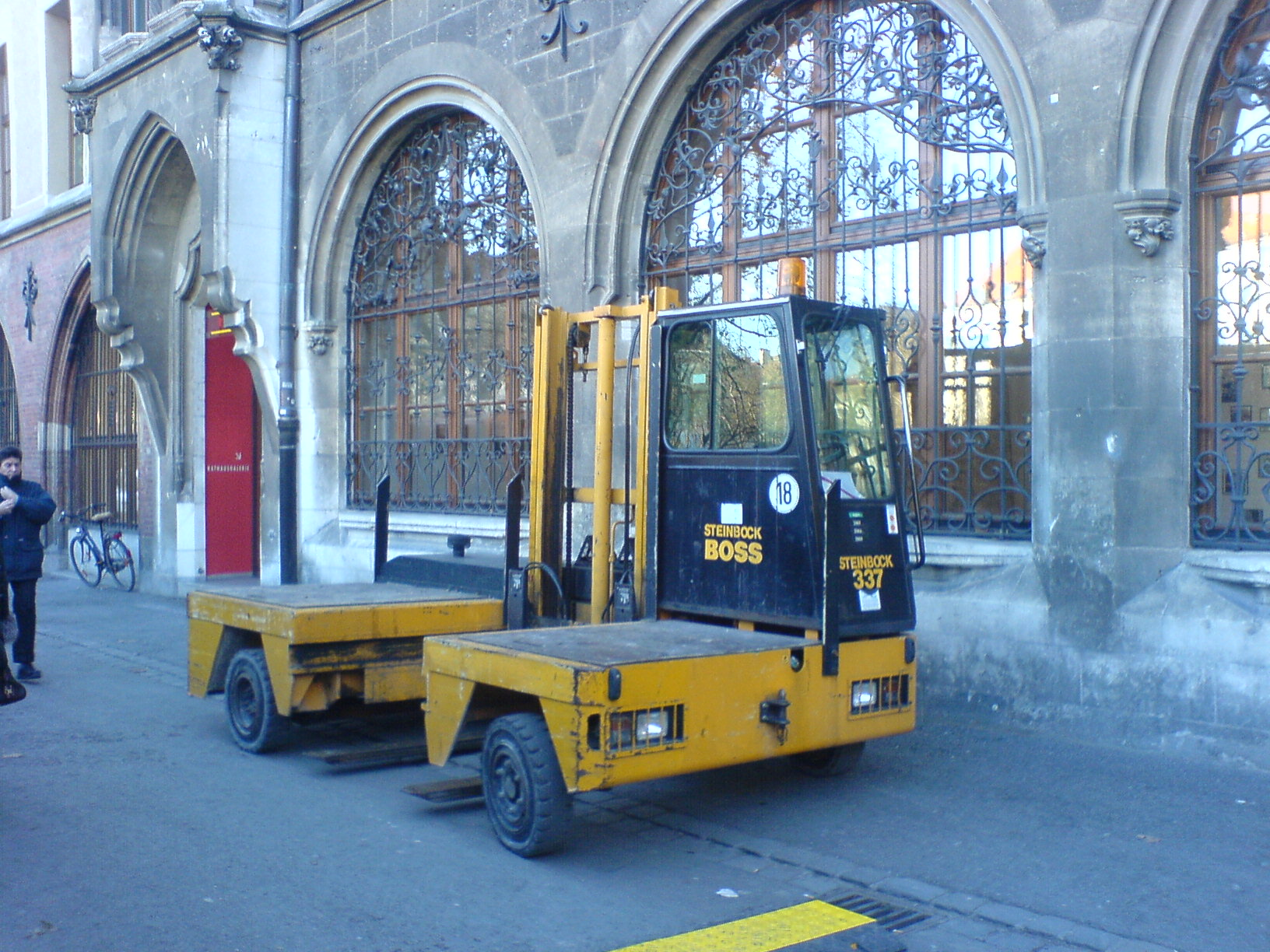
Sidostaplande truck

### Plocktruck
En plocktruck används vid plockning av styckegods från pall till annan pall, halvpall eller bur. Den eldrivna plocktrucken är ett miljövänligt och ergonomiskt alternativ. Ingen diesel som förorenar och hjulen dammar inte av sig på golvet. De har små yttermått och liten svängradie. De är lättkörda och smidiga att manövrera i trånga utrymmen. Deras låga vikt gör dem mycket lämpliga på bland annat entresolplan.

### Låglyftare
Låglyftstruck

### Ledstaplare
En ledstaplares kompakta design och små yttermått gör den idealisk för arbete i trånga utrymmen. Ledstaplaren är designad för enkel manövrering med en liten svängradie och är användarvänlig, vilket minskar trötthet och ökar produktiviteten hos operatören. Moderna ledstaplare är ofta utrustade med initiallyft, vilket är en funktion på vissa lagertruckar som möjliggör en liten, initial höjning av lasten. Detta underlättar hantering över ojämnheter och möjliggör stapling av två pallar samtidigt. Många ledstaplare är utrustade med frilyft. Frilyft är den högsta höjden man kan lyfta med gafflarna utan att truckhöjden påverkas. Lämplig vid stapling i lokaler med begränsade takhöjder och på täckta lastbilar.

## Truckkort
För att köra truck i Sverige behövs ett utbildningsbevis, ett så kallat truckkort. Inom vissa branscher har överenskommelser upprättats som kräver att truckförare genomgår en specifik utbildning, känd som truckläroplan 10 (TLP 10). Vid en genomgång av Arbetsmiljöverkets databas, utförd Svenska Transportarbetareförbundets medlemstidning, visade det sig att antalet arbetsplatsolyckor med truckar ökat med 26 procent mellan åren 2014 och 2019, totalt inträffade 1 163 olyckor med truckar enligt siffror från 2019.

### Äldre truckklasser
Utbildningsbevis eller truckkort har funnits i Sverige sedan 1960-talet. Utbildningsbevisen har naturligtvis ändrats genom åren. Följande konverteringsnyckel tillämpas av TYA då de översätter äldre beteckningar mot dagens truckklasser.
| Äldre beteckning | TLP 2-beteckning                                                            |
| ---------------- | --------------------------------------------------------------------------- |
| Lt               | A2 Ledstaplare och A4 Låglyftare                                            |
| St               | A3 Låglyftande åktruck stående/sittande och B2 Åkstaplare, stående/sittande |
| Mm, Mt           | B1 Motviktstruck upp till 10 ton                                            |
| Ms               | C1 Motviktstruck över 10 ton                                                |
| Sk               | B3 Skjutstativtruck och B6 Fyrvägstruck                                     |
| Hj               | C2 Hjullastare                                                              |
| Gt               | C5 Grensletruck                                                             |

## Övrigt
Ordet "truck" är en falsk vän - det är amerikansk engelska för lastbil.